# Anne d'Orléans (1906-1986)
Pour les articles homonymes, voir Anne d'Orléans.
Titres
Épouse du vice-roi d'Éthiopie
21 décembre 1937 – 19 mai 1941
(3 ans, 4 mois et 28 jours)
Duchesse d'Aoste
4 juillet 1931 – 3 mars 1942
(10 ans, 7 mois et 27 jours)
Anne Hélène Marie d’Orléans, par son mariage duchesse d'Aoste puis vice-reine d'Éthiopie, est née le 5 août 1906 au château de Nouvion-en-Thiérache et morte à Sorrente, en Italie, le 19 mars 1986. Elle fait partie de la maison d’Orléans et de la famille royale italienne.

## Famille
Anne d'Orléans est la troisième fille de Jean d'Orléans (1874-1940), duc de Guise et prétendant orléaniste au trône de France sous le nom de « Jean III », et de son épouse, Isabelle d'Orléans (1878-1961). Anne d'Orléans est également la sœur d'un autre prétendant français, Henri d'Orléans (1908-1999), comte de Paris ou « Henri VI ».
Le 5 novembre 1927, Anne d'Orléans épouse, à Naples au palais royal, puis à la basilique San Francesco di Paola, son cousin germain, le prince Amédée II de Savoie-Aoste, duc d'Aoste et vice-roi d'Éthiopie (1937-1941). De ce mariage naissent deux filles :
- Marguerite de Savoie-Aoste (née le 7 avril 1930 à Naples et morte le 10 janvier 2022 à Bâle[3]) qui épouse, le 28 décembre 1953, l'archiduc Robert de Habsbourg-Lorraine (1915-1996), deuxième fils de l'empereur austro-hongrois, Charles Ier[4] ;
- Marie-Christine de Savoie-Aoste (née le 12 septembre 1933 au château de Miramare, à Trieste en Italie et morte le 18 novembre 2023 à São Paulo au Brésil[5]) qui épouse, le 29 janvier 1967, Casimir de Bourbon (1938), prince des Deux-Siciles ; d'où quatre enfants[6].

Par sa fille Marguerite, le prince Amédée est le grand-père de Lorenz de Habsbourg-Lorraine (1955), « archiduc d'Autriche-Este », duc de Modène et prince de Belgique par son mariage avec la princesse Astrid de Belgique (1962).

## Biographie
Anne passe son enfance en France, au Maroc et en Belgique aux côtés de ses parents, le duc et la duchesse de Guise. Après son mariage avec le prince Amédée, elle part vivre en Italie, où elle fréquente avec son mari les milieux fascistes. Mais Anne d'Orléans, qui ne s'intéresse guère à la politique, contrairement à son frère, n'adhère pas à l'idéologie mussolinienne, ce qui la distingue clairement de sa belle-mère, Hélène d'Orléans, entièrement conquise par le Duce.[réf. nécessaire]
En 1935, la princesse Anne contracte une violente maladie alors qu'elle visite l'Égypte et manque de mourir à Louxor. Mais, alors qu'on annonce déjà sa mort en Europe, la princesse recouvre ses forces et guérit. De cette épreuve, elle garde cependant toute sa vie des séquelles.
En Italie, la princesse Anne réside avec sa famille au château de Miramare, près de Trieste. En 1937, elle accompagne son époux à Addis-Abeba, où celui-ci est nommé vice-roi, juste après la conquête du pays par les armées du duce. En 1939, Anne d'Orléans rentre toutefois en Europe avec ses deux filles, juste avant le début de la Seconde Guerre mondiale. Elle s'installe alors à Florence, auprès de son beau-frère Aymon de Savoie-Aoste et de sa belle-sœur Irène de Grèce.
Elle devient veuve en 1942 après la mort de son mari pendant sa captivité aux mains des Britanniques, au Kenya. Un an après, le 8 septembre 1943, le roi Victor-Emmanuel III demande l'armistice aux Alliés et le nord du pays est rapidement occupé par les troupes hitlériennes. La princesse Anne, qui a refusé de quitter Florence et sa belle-sœur Irène, est alors arrêtée avec sa famille et déportée au château d'Itter, devenu un camp de prisonniers en Autriche. Les Savoie-Aoste sont cependant libérés en 1945 et regagnent ensuite l'Italie.
Dans les années 1950, l'empereur d'Éthiopie, Haïlé Sélassié Ier, cherche à rencontrer la duchesse douairière d'Aoste en signe de reconnaissance pour l'attitude respectueuse que lui a montrée son époux durant la conquête italienne de l'Éthiopie. Mais le gouvernement italien fait savoir au souverain qu'il considérerait une telle entrevue comme un affront et l'empereur, qui ne peut être reçu par la princesse comme il le souhaitait, interrompt sa visite officielle pour rentrer dans son pays.

## Titulature et décorations

### Titulature
Les titres portés actuellement par les membres de la maison d'Orléans n'ont pas d'existence juridique en France et sont considérés comme des titres de courtoisie. Ils sont attribués par le « chef de maison ».
- 5 août 1906 — 5 novembre 1927 : Son Altesse Royale la princesse Anne d’Orléans ;
- 5 novembre 1927 — 4 juillet 1931 : Son Altesse Royale la duchesse des Pouilles ;
- 4 juillet 1931 — 19 mars 1986 : Son Altesse Royale la duchesse d’Aoste.

En 1926, la mort sans descendance du fils aîné du comte de Paris, Philippe, duc d’Orléans, fait du père d'Anne d'Orléans le chef de la maison d’Orléans (et, selon les orléanistes, le chef de la  maison de France). Étant auparavant issue d’une branche cadette de la maison, Anne était simplement titrée par courtoisie princesse d’Orléans, mais lorsque son père Jean en devient l’aîné, sa titulature se trouve transformée selon les thèses orléanistes ; le titre de courtoisie de princesse de France (en tant que fille du prétendant au trône de France) lui est alors octroyé.

### Décorations dynastiques étrangères
- Dame d'honneur et de dévotion de l’ordre souverain de Malte[11]
- Dame de l'ordre de la Croix étoilée (maison de Habsbourg)[11]
- Dame de l’ordre de la Reine Marie-Louise (famille royale d'Espagne, 18 octobre 1927)
- Dame grand-croix de justice de l’ordre sacré et militaire constantinien de Saint-Georges (maison de Bourbon-Siciles)[11],[12]
- Grand-croix de l’ordre des Saints-Maurice-et-Lazare (maison de Savoie)[11]